# Genderové informační centrum NORA
Genderové informační centrum NORA, o. p. s. (zkr. GIC NORA) je česká nevládní nezisková organizace se sídlem v Brně. Své aktivity zakládá na feministické perspektivě a zabývá se oblastí genderu.
Posláním organizace je prosazování rovnosti mužů a žen ve společnosti a zlepšování životní úrovně sociálně znevýhodněných skupin v české společnosti. Mezi její aktivity patří projekty se zaměřením na genderově citlivé vzdělávání, na odstranění diskriminace etnických menšin a LGBTQ+ osob, na podporuju rovnost žen a mužů na trhu práce, prevenci genderově podmíněného násilí nejen v pracovním prostředí,  a další. Mimo jiné organizace provádí genderové audity firem a institucí.

## Vznik
Organizace GIC Nora vznikla na podzim roku 2004. Iniciovali ji studující a vyučující z Fakulty sociálních studií Masarykovy univerzity v Brně. Cílem organizace bylo rozšířit genderové aktivity mimo akademické prostředí. Na založení centra se podílelo Gender centrum FSS MU v Brně, zájmové sdružení žen Medúza a Stud Brno. Zakládající členky vycházely z myšlenky, že v České republice bylo dosaženo rovnosti de iure, neboť zásada rovnosti je zakotvena v několika klíčových právních dokumentech, jako například v Listině základních práv a svobod či v antidiskriminačním zákoně. Nicméně k dosažení rovnosti de facto, podle jejich názoru, zbývá ujít ještě dlouhou cestu.

### Původ názvu
Název organizace NORA je inspirován hrdinkou divadelní hry Domeček pro panenky Henrika Ibsena z roku 1879. Hlavní hrdinka Nora se poté stala globálním symbolem emancipace žen.

## Projekty a zaměření
Od roku 2014 se Genderové informační centrum NORA zaměřuje na rozsáhlé vzdělávací aktivity. Ty zahrnují různé projekty, kurzy a školení týkající se genderových témat, například nestereotypní volby povolání, podpory dívek v technických a vědeckých oblastech (STEM), genderově citlivého jazyka a dalších.
GIC Nora také aktivně přispívá k diskusi o nerovném odměňování žen a mužů. Ve spolupráci s Kanceláří veřejného ochránce práv iniciovalo v roce 2015–2016 projekt zaměřený na zvyšování povědomí veřejnosti v ČR o nerovném odměňování (Gender Pay Gap). Cílem projektu bylo podnítit společenskou diskusi a hledat způsoby, jak předejít této formě nerovnosti. V roce 2021 dosahovala výše Gender Pay Gap v České republice 15,0 %, zatímco průměrný GPG v Evropské unii byl 12,7 %.
Kromě toho GIC Nora provádí genderové audity firem a institucí v obou sférách, veřejné i soukromé. Tyto audity slouží jako nástroj firemního rozvoje s cílem odhalit případné nesoulady se zákonem, jako je diskriminace na základě pohlaví nebo věku. Tímto přístupem se snaží podporovat rovné příležitosti a přístup k odměňování, kariérnímu růstu a dalšímu rozvoji zaměstnanců a zaměstnankyň. Důležitým výstupem genderového auditu je plán genderové rovnosti.
Dále se GIC Nora zaměřuje na problematiku intersekcionality, tj. vzájemné propojení různých identitních faktorů, zejména v oblastech genderu, etnicity, sexuality a vzdělávání. Od roku 2015 začala do svých projektů zapojovat romskou menšinu (zejména romské dívky a ženy) žijící v Brně a Jihomoravském kraji.

## Členství a partnerství
GIC Nora je od roku 2014 členskou organizací České ženské lobby, z.s. (ČŽL), sítě organizací hájících práva žen v České republice.
GIC Nora je partnerkou Maratonu psaní dopisů Amnesty International. Nora se zaměřuje především na osoby, které jsou nespravedlivě perzekvovány za svou sexuální orientaci, genderovou identitu nebo za obranu práv žen.